# Каульсдорф (район Берлина)
Каульсдорф (нем. Kaulsdorf) — район в берлинском административном округе Марцан-Хеллерсдорф.

## История
Немецкая деревня Каульсдорф возникла до 1200 года в ходе расселения немцев на восток на месте существующего славянского поселения. Около 1250 года была построена деревенская церковь. Первое письменное упоминание деревни датируется однако 1347 годом. До 1920 года Каульсдорф относился к бранденбургскому округу Нидербарним, однако в ходе образования «Большого Берлина» обширные территории, прилегающие к Берлину с северо-востока, в том числе и Каульсдорф, были включены в состав города в качестве нового округа Лихтенберг. В марте 1920 года в Каульсдорф было проведено электричество.
В ходе развития программы строительства в Восточном Берлине в 1979 году из округа Лихтенберг был выделен самостоятельный округ Марцан, в который также был передан Каульсдорф. В 1986 году часть округа Марцан вместе с Каульсдорфом была также выделена в самостоятельный округ Хеллерсдорф. В 2001 году в ходе административной реформы, целью которой было сокращение числа округов в Берлине, округа Марцан и Хеллерсдорф были снова объединены, и с тех пор Каульсдорф является частью укрупнённого округа Марцан-Хеллерсдорф.

## Галерея

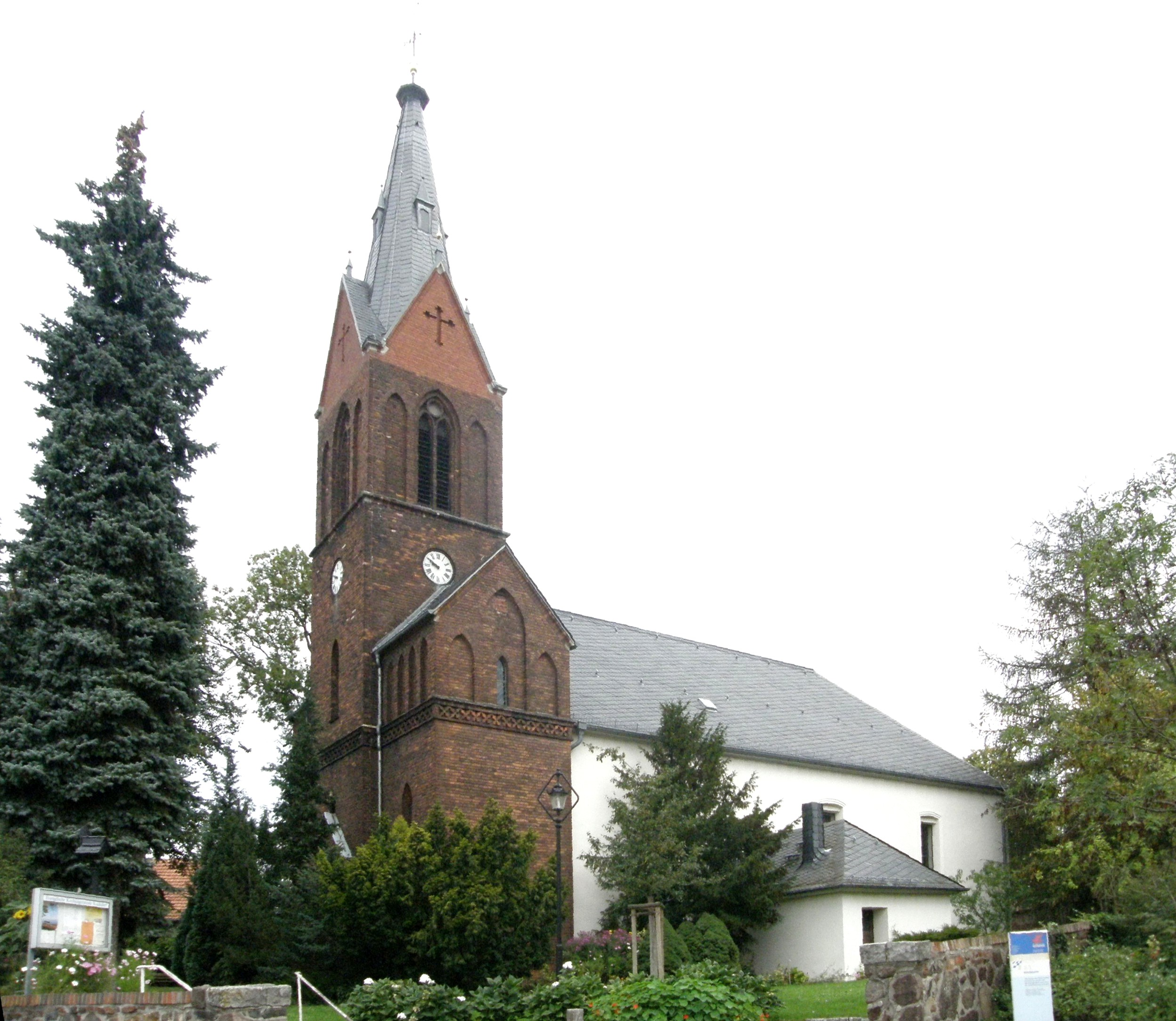
Деревенская церковь Каульсдорфа
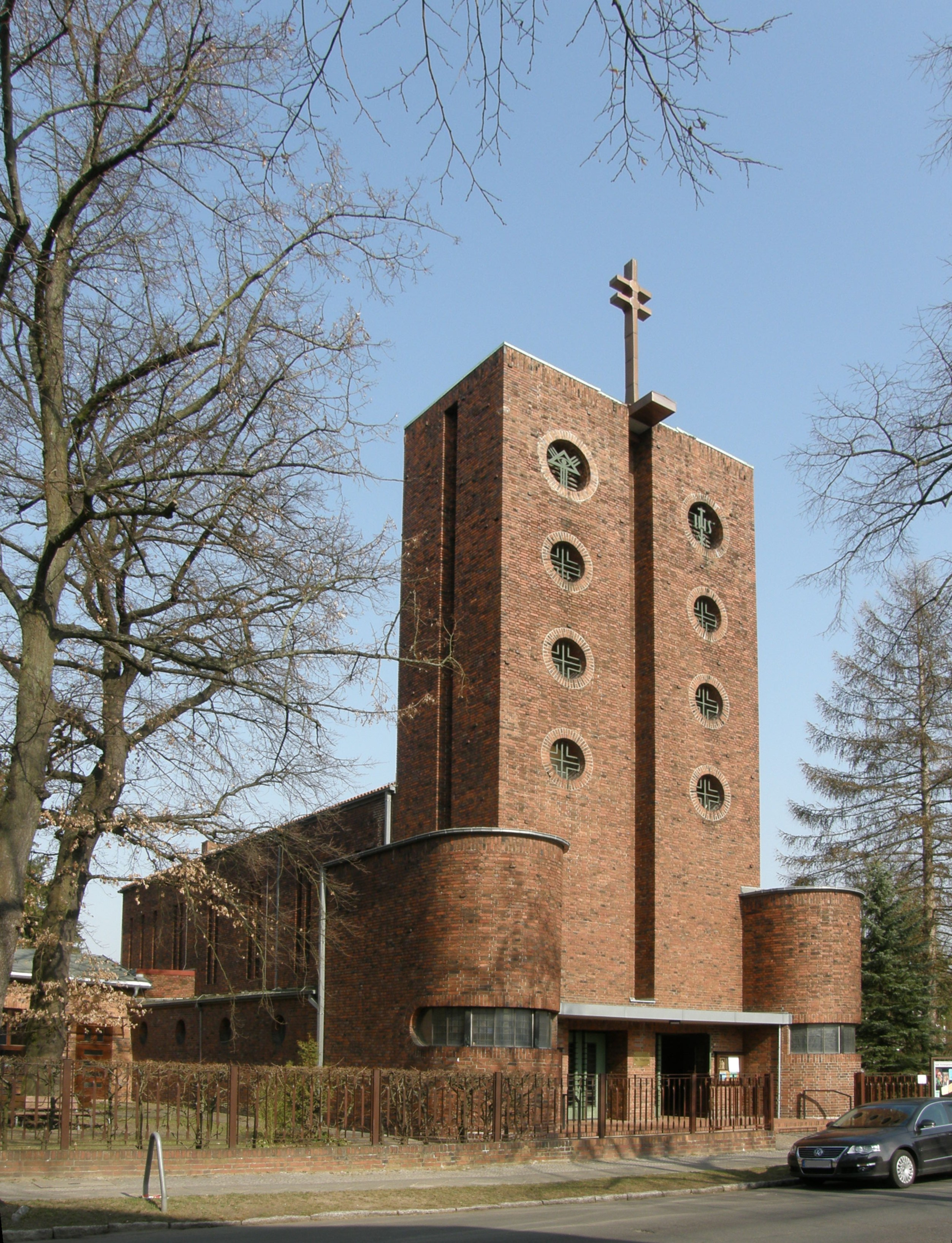
Церковь Святого Мартина
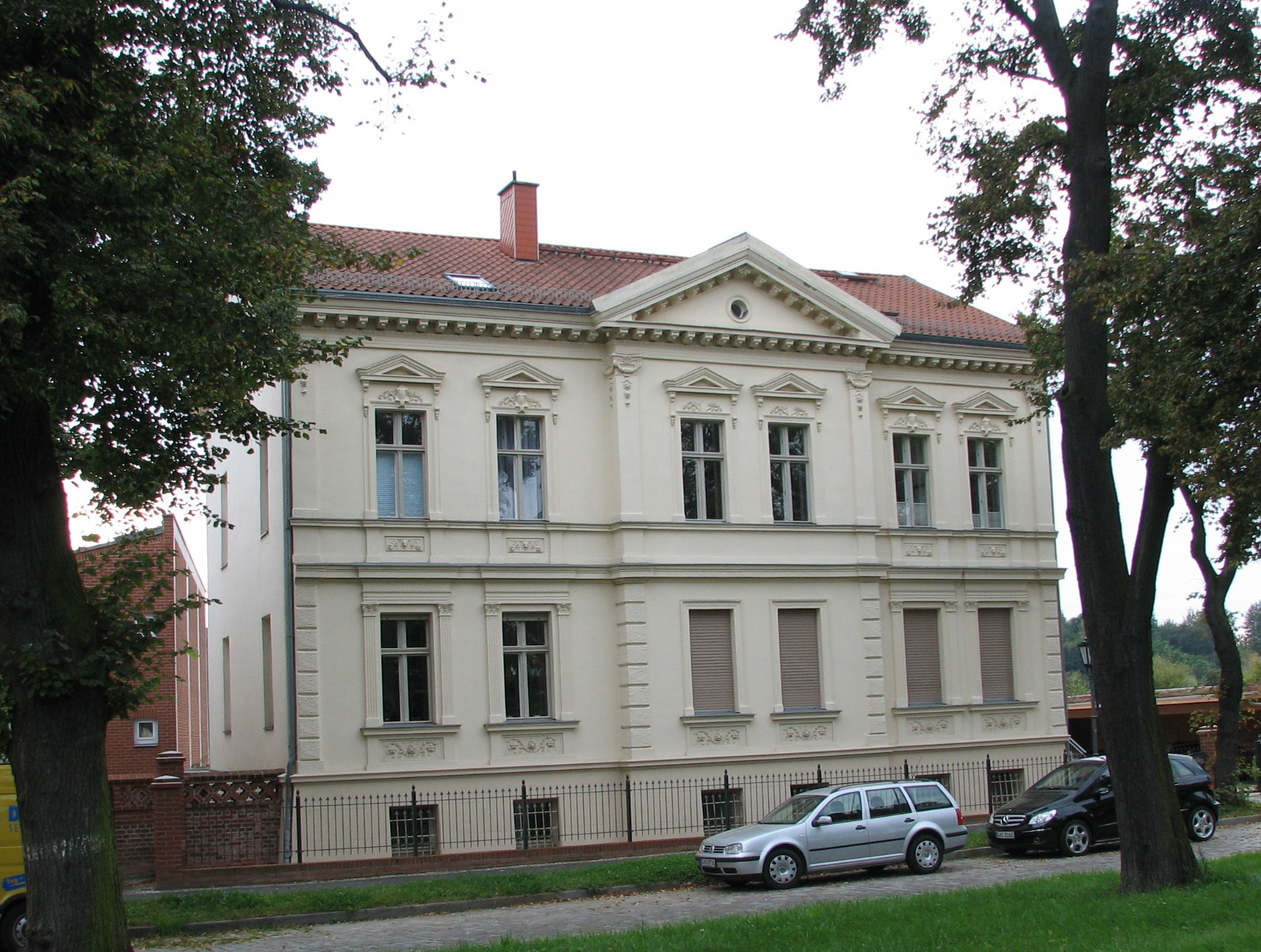
Старинное здание на Дорфштрассе
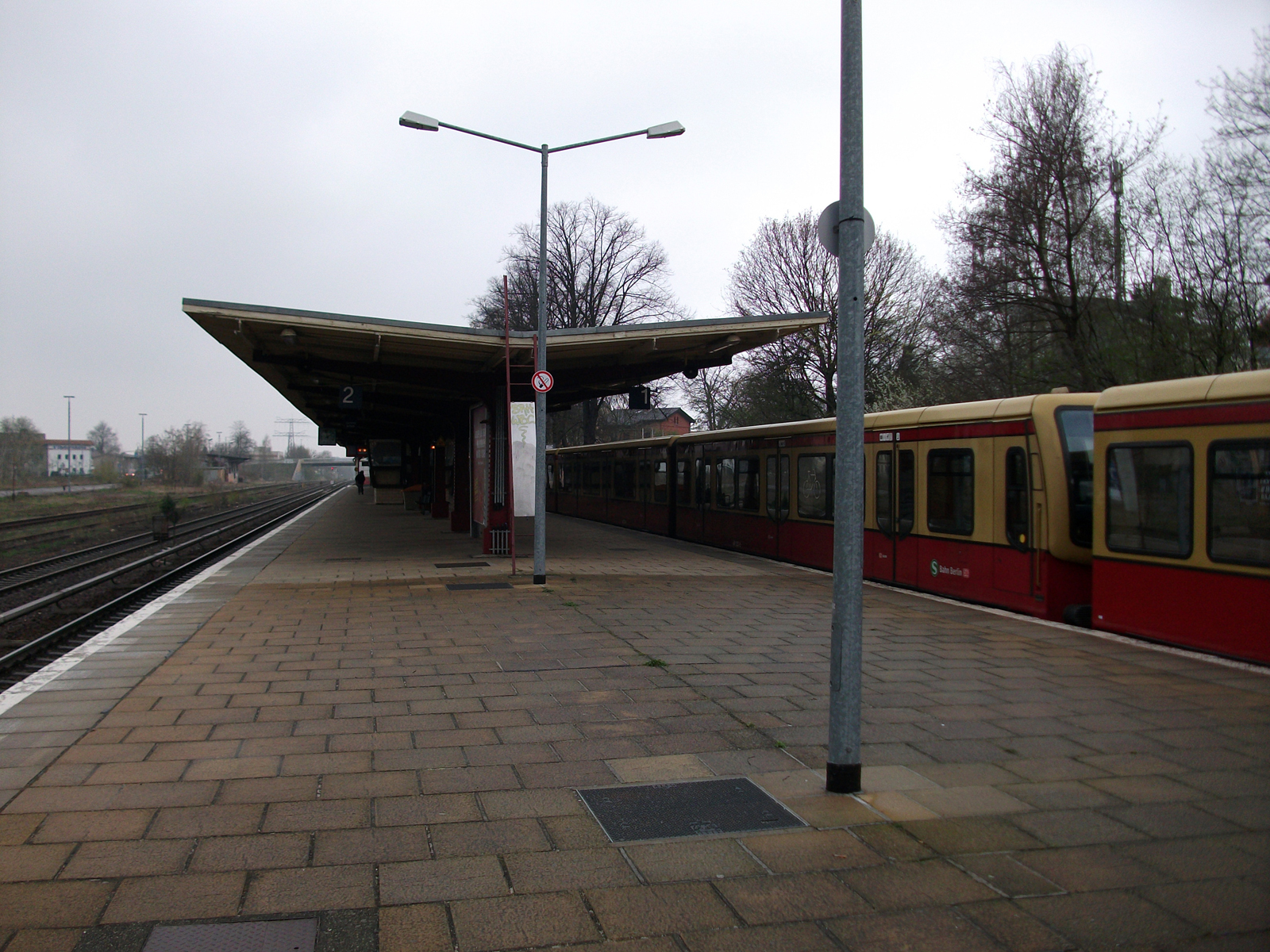
Вокзал Каульсдорф